# Réserve naturelle nationale des chaumes du Verniller
La réserve naturelle nationale de chaumes du Verniller (RNN179) est une réserve naturelle nationale située en région Centre-Val de Loire. Classée en 2014, elle occupe une surface de 81 hectares et protège un ensemble de pelouses calcicoles.

## Localisation

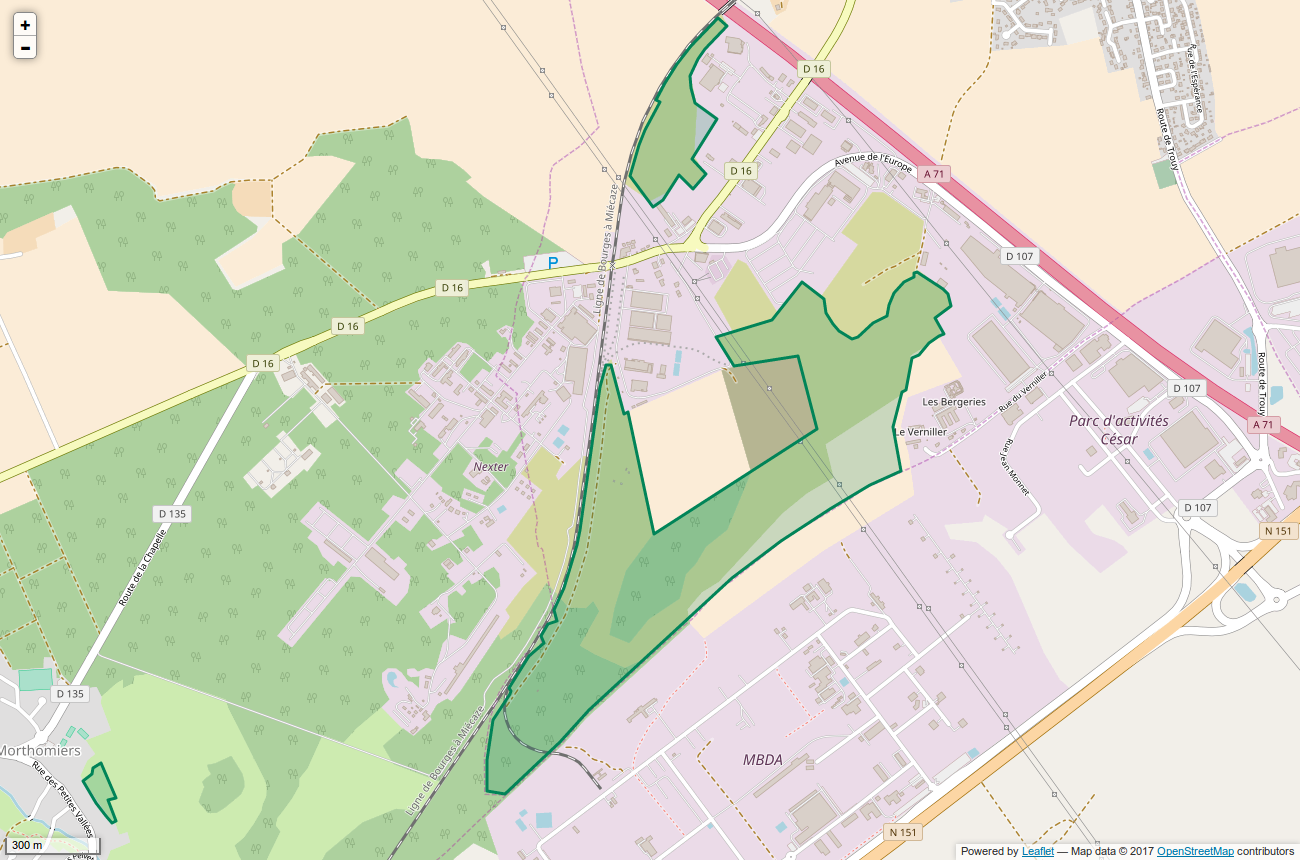
Périmètre de la réserve naturelle.

Au cœur de la Champagne berrichonne du Cher, sur les communes de la Chapelle-Saint-Ursin et de Morthomiers, la réserve naturelle nationale des Chaumes du Verniller est un ensemble de pelouses calcicoles relictuelles au cœur d’une zone industrielle (ZI Orchidée).

## Histoire du site et de la réserve
Période pré-industrielle (jusqu’au début du XXe siècle)
Pâturage 
Le pâturage ovin dans le Cher remonte au moins à l’époque gauloise. Sur la Chapelle-Saint-Ursin, les surfaces de chaumes ont légèrement régressé au cours du XIXe siècle du fait de la construction d’habitations, de la mise en cultures de parcelles, puis de l’activité des mines de fer. À la fin du XIXe siècle, les chaumes accueillent tout de même un cheptel de 1 200 brebis. Le pâturage s’est arrêté brusquement au moment de la Première Guerre mondiale et n’a pas repris ensuite.
Activité minière
Sur l’ensemble du causse du Verniller, mais plus particulièrement sur le lieu-dit des Carrières, une extraction de pierres a été pratiquée depuis des temps immémoriaux jusqu’à la fin du XIXe siècle et a notamment alimenté les constructions de la cathédrale de Bourges.
En 1837, l'extraction de minerai de fer débute sur la commune et en particulier sur les Chaumes du Verniller. Le minerai y était exploité par tranchées à ciel ouvert ou puits jusqu’en 1887. 

Periode post-industrielle (depuis le milieu du XXe siècle)
Zone industrielle Orchidée
À partir des années 1950, la population et l’activité industrielle de la Chapelle-Saint-Ursin augmentent fortement. L’ensemble du causse du Verniller se couvre alors progressivement d’industries diverses.
La présence de deux sociétés classées SEVESO III (seuil haut), rend une partie des Chaumes du Verniller inconstructible, empêchant l’extension de la zone industrielle et permettant involontairement la préservation de cet espace naturel.

## Écologie (biodiversité, intérêt écopaysager…)
Les Chaumes du Verniller constituent l’un des plus grands et des mieux préservés des causses du Berry. Le principal intérêt du site réside dans la richesse botanique, la spécificité et la surface de ses pelouses calcicoles.  
Sur les 13 unités écologiques recensées sur la réserve naturelle nationale des Chaumes du Verniller, six sont considérées comme patrimoniales et occupent 18,6 ha dont :

Deux d’intérêt communautaire prioritaire :
- mosaïque de pelouses calcicoles xérophiles et de dalles calcaires (6110-1* : Pelouses pionnières des dalles calcaires planitiaires et collinéennes) ;
- pelouses calcicoles méso-xérophiles dominées par Bromopsis erecta (6210-8*, 6210-14* : pelouses calcicoles semi-sèches subatlantiques riches en orchidées).

Trois d’intérêt communautaire :
- ourlets calcicoles thermophiles dominés par Brachypodium rupestre (6210) ;
- ourlet-fourré xérophile à Spiraea hypericifolia (6210) ;
- manteaux à Genévrier (5130-2).

### Flore
L'inventaire floristique comprend près de 500 espèces dont des espèces endémiques comme l'Euphraise de Jaubert et la Sabline des Chaumes. On y trouve aussi l'Anthyllide des montagnes, le Stipe penné, l'Armoise blanche, la Renoncue à feuilles de graminée, la Marguerite à feuilles de graminée, l'Inule des montagnes, l'Inule hérisée ainsi que 21 espèces d'orchidées. 

### Faune
En 2016, l'inventaire comptait 65 espèces de papillons de jour dont la Dryade, la Bacchante et l'Azuré du serpolet et 233 papillons de nuit dont l'Horime des Pulsatilles, la Petrophore narbonnaise, et la Zygène de la Bruyère.
Le reste de l'entomofaune est encore mal connu, mais nous pouvons noter, en particulier, la présence des ascalaphes soufré et ambré, de Meloe autumnalis ou de Semanotus laurasii
Plusieurs especes de chauves-souris utilisent les anciennes galeries de mines comme gîtes d'hivernage : les Murin de Bechstein, de Natterer et de Daubenton, le Grand murin, les Grand et Petit rhinolophe.

## Intérêt touristique et pédagogique
Du fait de la présence d'un périmètre de protection pyrotechnique sur une grande partie de la Réserve, seule une partie des pelouses est accessible au public et pourvu d'un sentier de découverte (1 500 m).

## Administration, plan de gestion, règlement
Le plan de gestion de la Réserve a été réalisé en 2015-2016 par le Conservatoire d’espaces naturels Centre - Val de Loire et validé par l’arrêté préfectoral du 7 avril 2017.
L’État a confié en 2017 la gestion de la réserve au Conservatoire d’espaces Naturels Centre-Val de Loire, associé à l’association Propachape et à la Commune de la Chapelle Saint Ursin.

### Outils et statut juridique
La réserve naturelle a été créée par un décret du 13 février 2014. Le site fait également partie du site Natura 2000 « Pelouses et Coteaux calcaires de la Champagne Berrichonne ». 